# Sexenio de Morella
El Sexenio (en valenciano, Sexenni) es una fiesta que se celebra en la localidad  de Morella (Castellón, España) en honor de la Virgen de Vallivana.
La fiesta tiene lugar una vez cada seis años y se celebra el tercer domingo de agosto desde 1678. Está catalogada como de interés turístico nacional desde el año 2012.

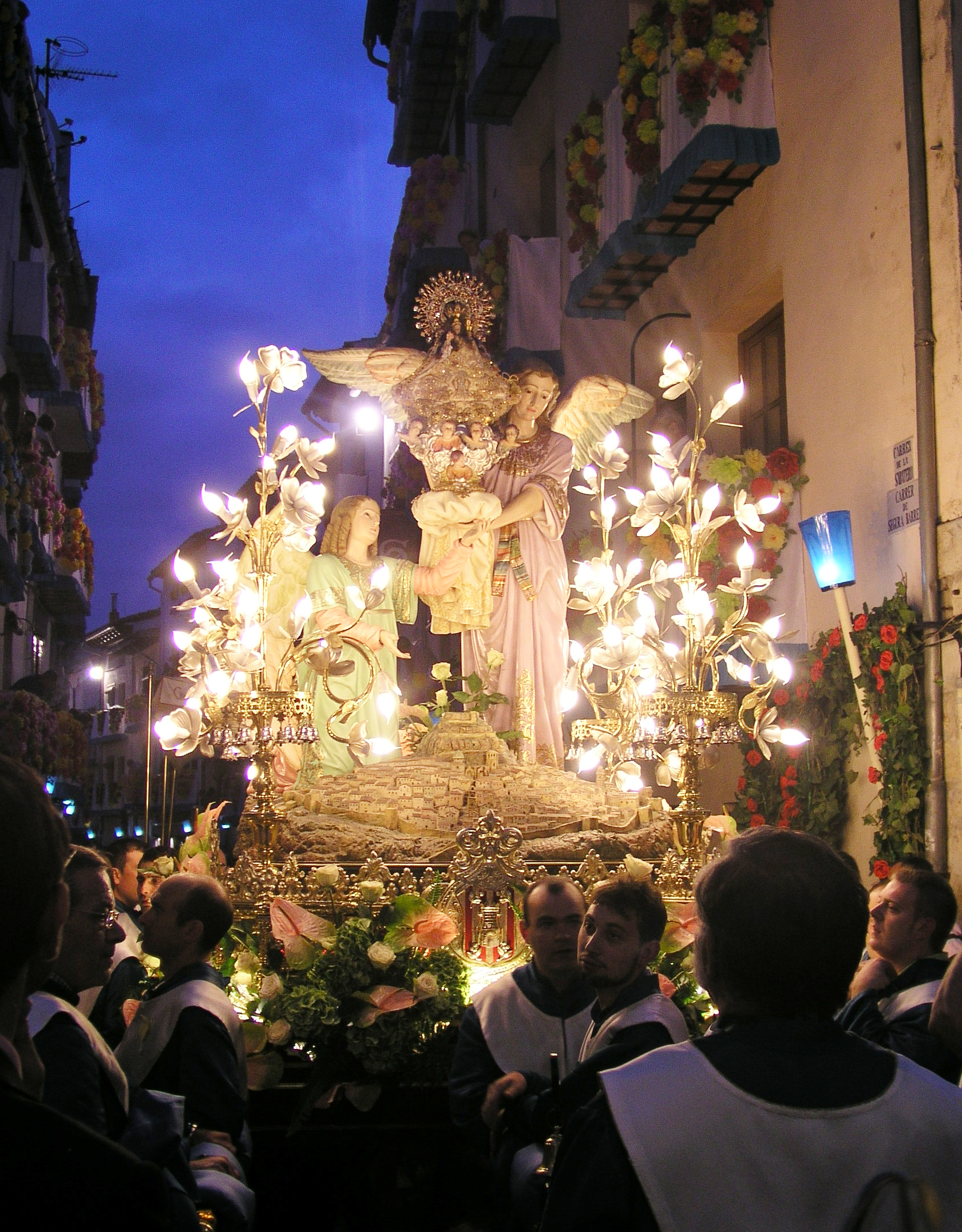
Virgen de Vallivana

## Orígenes e historia
La fiesta ya está testimoniada en el siglo XVII. Consistía en una serie de actos solemnes que los morellanos dedicaban a la Virgen en agradecimiento a la desaparición de la peste que asoló la población en 1672. En esa fecha se subió a la Virgen al pueblo, y las fiebres de los ciudadanos remitieron. Por esa razón, y a instancias de los labradores, el jurado y justicias de la villa, hicieron el voto de organizar un novenario de Acción de Gracias a la Virgen de Vallivana.
Desde 1678 se han celebrado cada seis años de forma prácticamente ininterrumpida.

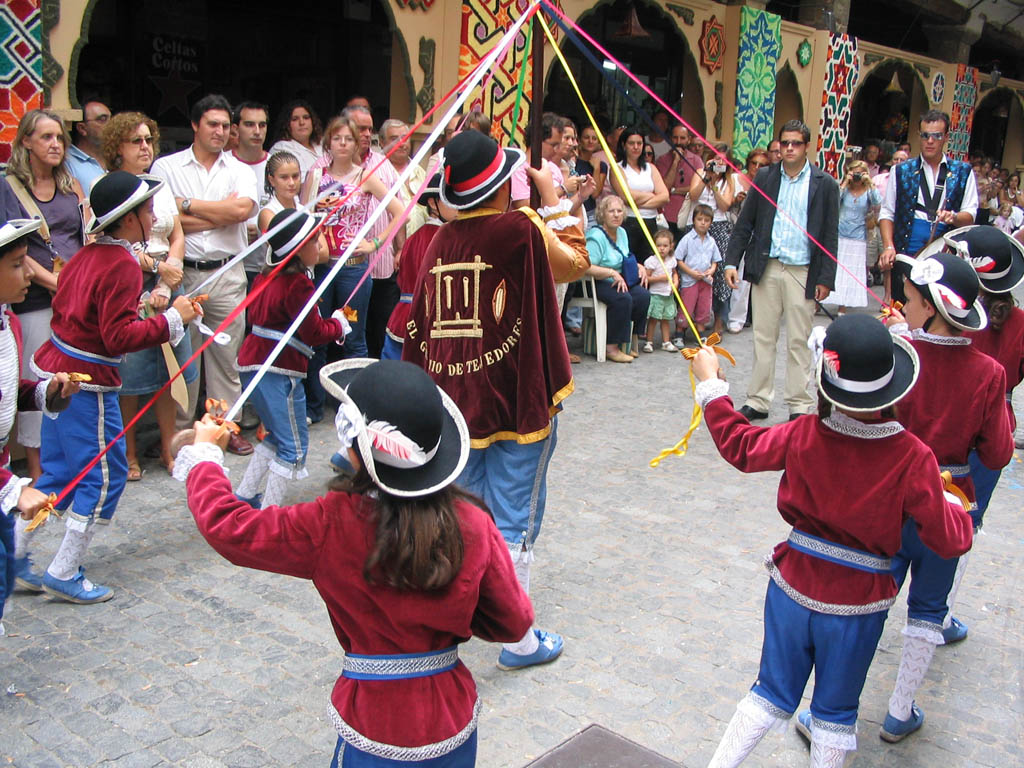
Dansa dels Teixidors 2006

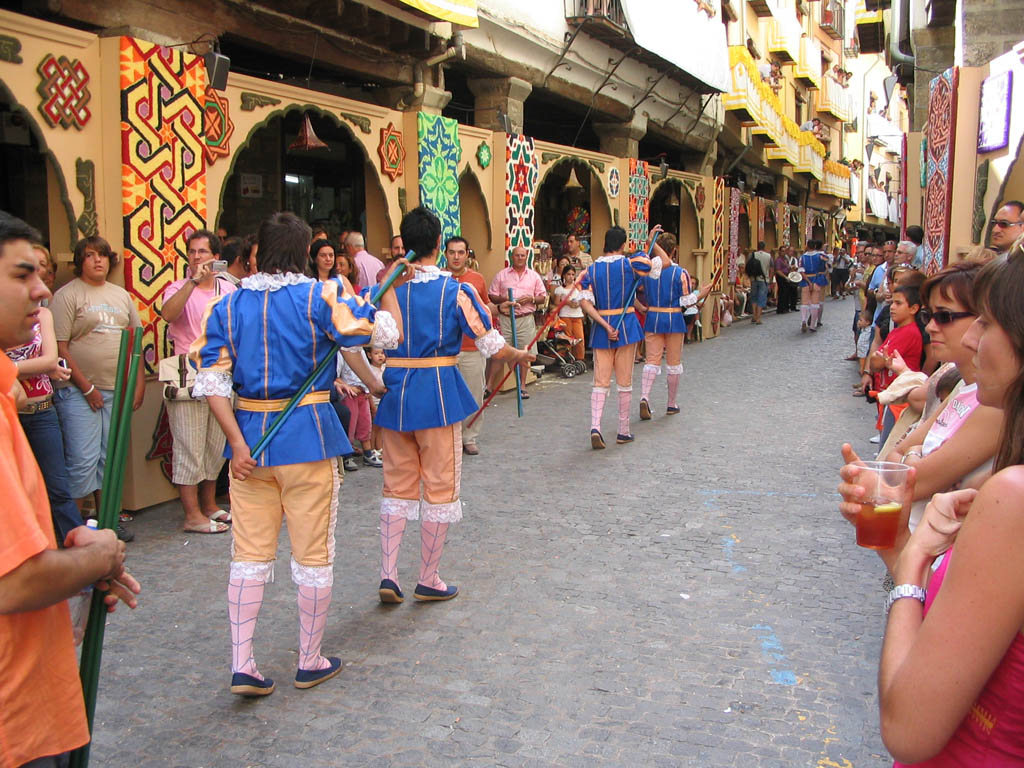
Dansa dels Torneros 2006

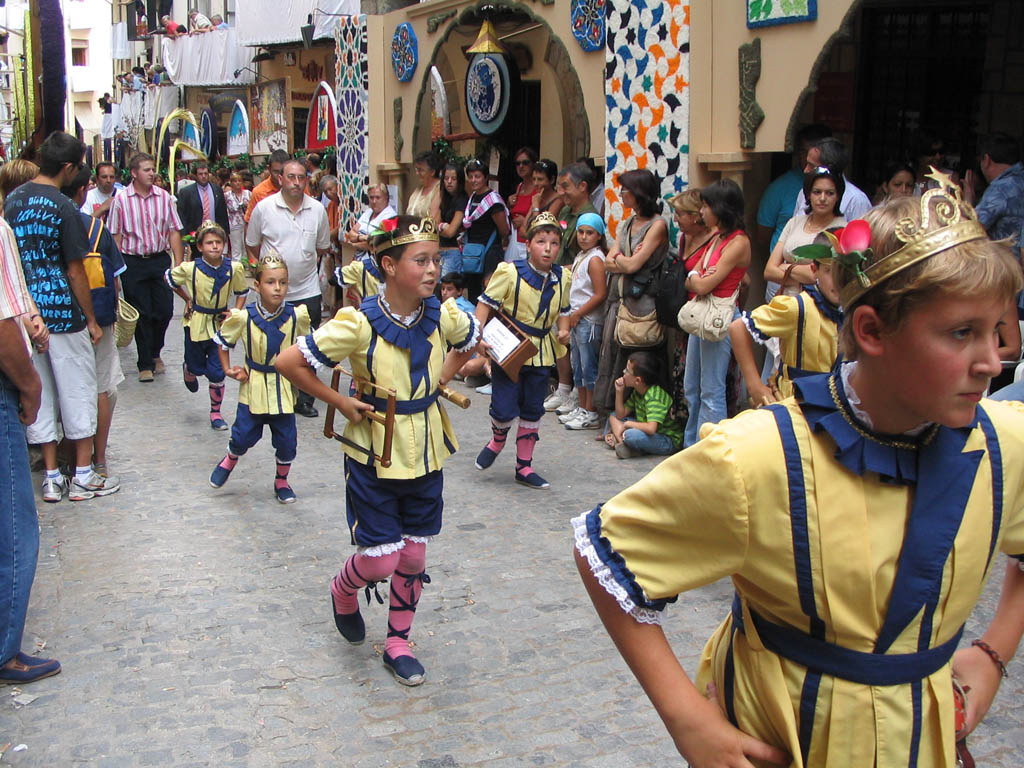
Dansa del Gremi d'Arts i Oficis 2006

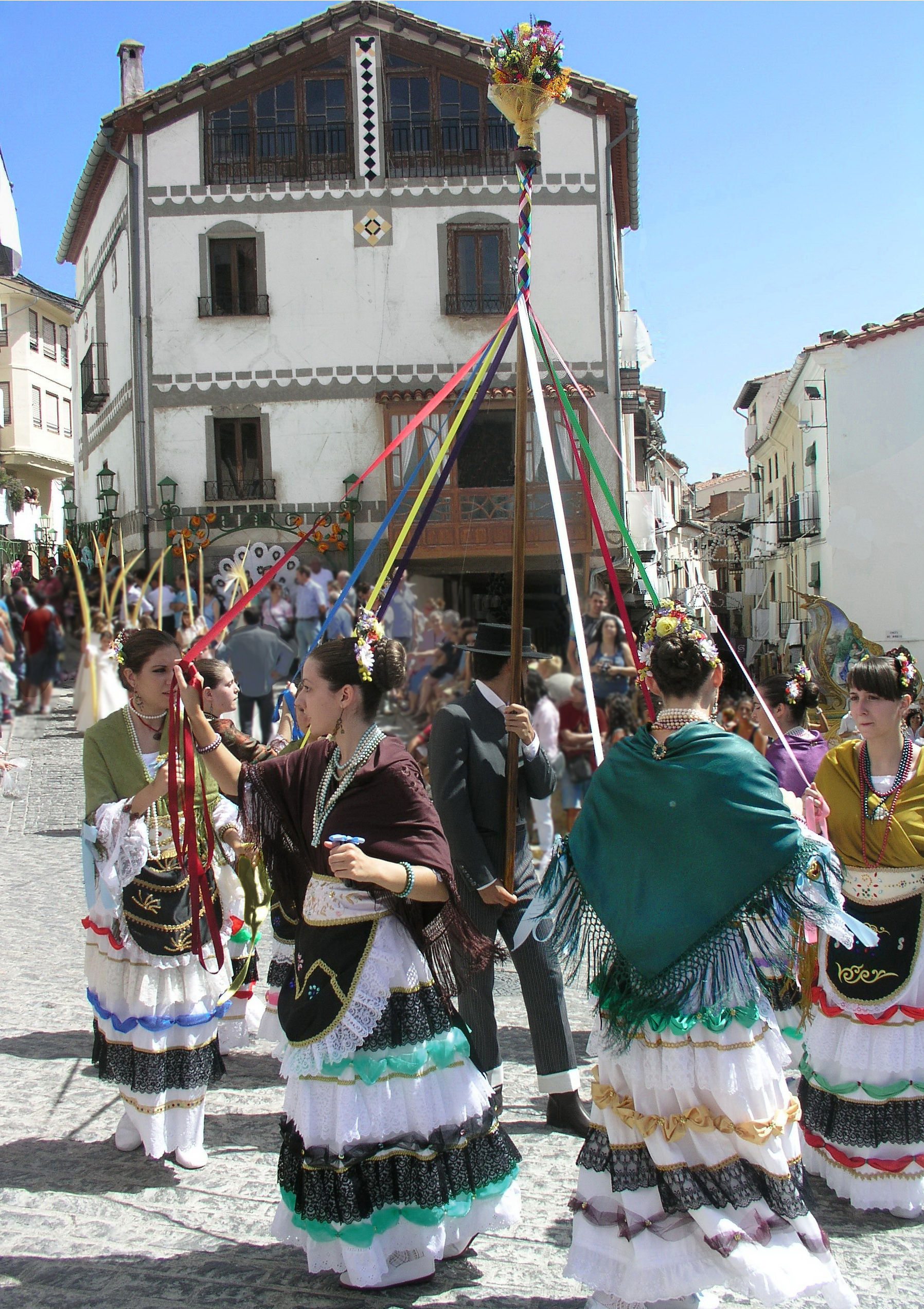
Dansa de les Gitanetes 2012

El 14 de febrero de 1673, el Consejo de la Villa, accediendo a las peticiones de la gran mayoría del vecindario resolvió celebrar cada seis años, un solemne novenario en agradecimiento a la Virgen por haberlos librado de la peste. 
El acuerdo dice así (en valenciano antiguo): "El Justicia Jurats y Consell de Morella tenen a be donar gracies a la Imperatris de totes les creatures y Senyora nostra la Verge de Vallivana ara y en tot temps en un novenari de sis en sis anys, per l' benefici de la salut alcançada en l'any pasat."
Primer sexenio 1678. Se conservan las siguientes actas: 
Que es faça festa a nostra senyora de Vallivana lo any primer vinent 1678, el 8 de maig…
A 9 de Desembre de dit any 1677, se junta capitol en el cor de la Iglesia de Santa Maria de la present vila de Morella y lo Reverent Mosen Carlos Calbo prevere, altre dels syndichs, proposa que lo Justicia, Batle, Jurats y Consell de dita y present Vila, insequint lo vot feu dita vida en lo any 1673. Tracta aquella, justament ab tots vehins, de fer festes a nostra Señora de Vallivana y portar a dita verge en processo, desde a la present Iglesia a 8 del mes de maig del any primer venint, mil siscents setanta y huit y aço no puixa ferse sens primer procehir lo vot, parer e intervencio del Reverent Clero y de tots sos molts Reverents Presents Beneficiats y residents en dita Iglesia y aquí directament, toca el tenir la preheminencia en semblants funcions… Y particularment, dat cas que sia molt gust del Reverent Clero lo fer festa dita Verge de Vallivana, lo elegir lo dia bevist li será el Reverent Clero. Perço tots unanims y conformes et nemine discrepante ab la deguda devocio, se donen gracies a la emperatriz de totes les criatures y Unica Senñora nostra, señalant lo segon dia inmediata seguent que estara dita Verge Maria de Vallivana en la present Iglesia major pera effecte de ferli festa lo Reverent Clero. Aixi seha determinat per tot lo Reveren Clero. Y que en quant a la disposicio de la dita Festa y lo que se haura de gastar en aquella y la forma tenir, se veura en sos cas, ocasio y lloch. Y que es torne recado als dits Magnifichs señors, puixen fer les prevencions y aparatos festius segons la possibilitat de cascu, pera que en aplegar lo solemne dia de la venguda de dita Verge de Vallivana lo celebrem ab los deguts aplausos y suma alegria.—Ita est.—Joannes Babot, Prever.
Que es fassa festa a Nra. Sra. de Vallivana, en 7 de maig, no obstant lo memorial han presentat los Administradors.
A 28 de Janer de a678. –Se junta Capitol i la Reverent Mº Christofol Carbo, prevere altre dels syndichs, proposa que los administradors y elets pera les festes de Nra. Sra. de Vallivana nomenats per la Vila haurien donat lo ynfraescrit Memorial: Molts Reverents Señor Franco, Moliner, Juan Noguer, Casimiro Segura, Ciutadans, Miser Thomas Miralles y Jaume Palau, notari, elets per la direcció de les festes de Nra. Sra. de Vallivana suppts. Dihuen, que per lo Consell de la presemt vila se han differit les festes pera el mes de Agost conciderant la poca apthibilitat y seguritat del temps en lo mes de Maig, aixi de fret com de aigues, com se te experimentat en estos y molts anys atrás al temps de la processo major. Ames, que en allargar estes festes a usat del privilegi quinze del Sr. Rey Don Fernando segon incorpore previlegiorum: 
Jurati Civitatum et villorum possunt ordinare processiones et quas vis Celebritates pro exaltationes fidei et culti divini et induere ferias et dilationes. Y no ha pretes fer novetat que puga causar disgusts, si molta major unió y conformitat en los animos y pietat de les comunitats que han de concurrir pera effectuar ses lloables resolucions, ans be estava y esta entenent que esta dilacio avia y ha de ser pera major augment del culto y veneracio de la sanctissima Verge, pues lo mes de Agost pareix lo temps mes convenient y aproposit y enqueles festes que esta vila y el Reverent Clero ha celebrat se han fet com se pot veure que anys atrás. Y aixi mateix altres viles y ciutats per aplicar sa (ilegible) entant decent y lloable empleo.
Perço supliquen a Vmds., sien servits pendre la resolucio mes convenient y que siga del major servici de Nre. Señor y dela Reyna sanctissima de Vallivana sa Mare y Advogada de tots. Llegit dit Memorial lo Reverent Arcipreste y tots los Reverents beneficiats y residents en la present
Iglesia de Sra. Maria de Morella: Attenent y considerant que en los capitols tenguts per lo Reverent clero en 9 de dehembre de 1677 y en 19 de Janer del present any hauria ya determinat de fer festa a la gloriosa y sempre Verge Maria de Vallivana en 7 y 8 dies del mes de Maig, primer vinent, compres en dits Capitols llargament consta. Attes eitam que lo deixar de fer festa a dita Verge, per hauero promes lo Reverent clero, seria causa que Nre. Señor nos castigara ab ceca, ab altres desdeiches, calamitats y enfermetats, y que lo differir dites festes seria grandissim desacert. Attenent aixi mateix que lo privilegi del Rey Don Fernando se concedi tan solament ala Ciutat de Valencia, y no a la villa de Morella, y en cas que convinguera, allargar dites festes per al mes de Agost no podía ferse com se ha fet sens consultaro al Reverent Clero com si fora alguna Comunitat dels officis mecanichs de la Ciutat de Valencia. His et aliis attentos et nature consideratis determina tot lo Reverent clero y resolgue ser mes convenient y del servici del nostre señor y de la Verge Maria y Señora nostra de Vallivana lo fer festa lo Reverent Clero en huit de Maig primer vinent, que no el allargaria y differiria per al mes de Agost. A mes, que dits Administradors o elets se han passat del llimit de la cortesia se deu al Reverent clero, en que ha citar privilegis que no dehuen y, lo ordenar y dispondre, sols toca al Reverent clero, en sa Iglesia y lo arreglar le proffessoss als Bordoners de aquella y no a dita vila: ni menys lo entrarsen en dret ni jurisdicccio que no es sehua ni pot sero. Ita est. Johanes Babot, prevere, Racionalis.
 Festa de nostra señora de Vallivana celebrada y posada en execucio per lo Reverent clero.
A 7 del mes de Maig de 1678. Lo Reverent clero per los motius espresats en lo capitol tingue en 28 de Janer de aquest any en lo dia de huy a posat en eixecució lo festejar a Maria Sanctissima de Vallivana, se han celebrat vespres y completes. Predicá el señor Prevere Gabriel Rosello de la Torre, Archipreste. La solemnitat ab que es cantaren los officis fonch extraordinaria, per la destrea concert y direccio del mestre de capella y musichs fonch tot molt bo y paregué molt be lo adorno del Altar Major, ab sos rams y diversitats de flors, manifestant la curiositat y primor de qui el tenia a son carrech, y aura tambe moltes lamines, ere dit meravillos de sos pinzells cristaleries expills guarnits de plata y molta abundancia de llums y olors; se feu professo general y no obstant que los Justicia, Batle y Jurats de dita vila no assistiren a ninguna de les dites funcions ab pretext de que lo Reverent clero nols hauria combidad a dita festa, lo que jamay a costumat lo reverent Clero, y hagué gran concurs de naturals y forasters. Así mateix se repartiren y es donaren, a pobres vergoñants, sis cafisos de forment. Tota la que assi sa ha refferit fonch la festa que lo reverent Clero en differents capitols hauria determinat se fer a la purissima y gloriosissima sempre Verge Maria de Vallivana, be que tota ella se aixecuta ab major perfeccio y grandeza de lo que s podía esperar ql temps resolguelo Reverent Clero se fera. Concluir en advertir als reverents que els cabra en sort la celebracio en lo segon y altres sexenis, sent gust del reverent clero no es vot, si mera devocio, per que sols la vila feu dit vot y promessa de fer festa a dita Verge de sis en sis anys y per consequent tindra obligacio de ferli festa per raho de dit vot y no lo Reverent clero, si no es pagantli sa distribució. Juan Babot, Prevere, Racional.
El sexenio de 1702 fue de lo más sonado, con danzas, toros y una compañía de teatro venida expresamente de Valencia.
TOROS. Poco podemos decir de este festejo. Sabemos que hubo corridas reales de toros, con rejoneador y un bou embolat.
DANZAS. Tres son las danzas que actuaron: les gitanetes, els esquiladors y una venida expresamente de Catí. Posiblemente las danzas que conocemos hoy día, además de las citadas, además de las citadas no existían aún. Les gitanetes figuraron en las procesiones y retaules. El primer día de las Fiestas, al salir de la Iglesia “se hizo una larga espera en la plaza, para dar lugar a la música que explayara las concertadas cláusulas de un villancico, variando los encomios con agudos conceptuosos metros, ocho bizarras (sic) doncellas, vestidas hermosamente a lo Egipcio (gitanillas) en la tarea de un baile que con gran espíritu ejecutaron ante María Santísima”. La dansa dels esquiladors salió solamente la tarde de la fiesta de los oficios “agradable sainete de dos jocosas danzas de esquiladores… Iban vestidos de piratas, acompañándoles el sonecillo de las dulzainas cuyo compasillo iban imitando los bachilleros golpes de las tijeras…; Iban los otros mutilándose los velloncicos, hasta que concluido de cantar mudaban las suertes que cuantos venían por lana se volvían mutilados”. La danza de Catí, que ya había actuado en Vallivana al salir la Virgen hacia Morella, fue uno de los festejos más vistosos y que más prestancia dio, ya que amenizó los actos de la Entrada, Procesión, Retaules y Cabalgata y además tomó parte también en las representaciones teatrales.
TEATRO. A expensas de la Villa y gremios vino de Valencia la compañía de María de Navas, que debía representar todos los días. Sus actuaciones no se limitaron a las funciones celebradas en local cerrado; fue teatro público la plaza de la Iglesia y estos histriones fueron los encargados de recitar una serie de poesías alegóricas, desde carros adornados a propósito, en el momento de la entrada de la Virgen. El segundo día de fiestas, por la tarde, representaron una comedia histórica titulada La conquista de Morella, y otro día la obra compuesta por Gazulla Ursino La mejor perla del bosque. Antes de cada representación jugaron sus habilidades la “diestrisima danza de Catí”. La compañía de María de Navas no era de simples aficionados y prueba de ello es que del 17 abril al 7 de agosto de 1702, actuó en Valencia; en la segunda quincena del mismo mes en Morella; en 1703 y 1704 hizo de nuevo larga temporada en Valencia y el primero de abril de este último año fue llamada a Madrid “porque su Majestad (Felipe V) había llamado a María de Navas para que trabajase en la Corte”.
La Guerra de Sucesión al trono de los Austrias, de tan trágicas consecuencias para la Corona de Aragón, fue la causa inmediata de que dejaran de celebrarse los Sexenios correspondientes a los años 1708, 1714 y 1720; hasta el 1726 no pudo cumplirse de nuevo con el VOTO.
En el año 2024 se celebrará el 55.º Sexenio.

## La Celebración

### El Anuncio
El año anterior a la fiesta, se celebra El Anuncio (L'Anunci en valenciano).
Desde 1903, mantiene una estructura similar; durante los tres primeros domingos de agosto, se plantan en barraquitas de madera en los callejones, unos ninots (muñecos que representan caricaturas humanas), después, se celebra un pregón con desfile de carrozas hechas de papel rizado y un rosario en la iglesia. El Anuncio tiene lugar en la iglesia, pero después adquiere un tono festivo, en el que los integrantes del Pregón se mezclan con una batalla de confeti y serpentinas.

### El Sexenio
El domingo se celebra una procesión en la que participan los diferentes gremios de la villa, con sus imágenes y personajes bíblicos. Por último, desfilan la bandera de Vallivana, los elets, los gremios de segundo orden y la cruz de la Basílica. Durante la procesión, se leen las Relaciones o versos dedicados a la Virgen, dentro de un artilugio llamado Taronja, similar a la Magrana del Misterio de Elche, que se abre en cuatro gajos cuando pasa la Patrona. Cuando se descubre, aparece un niño pequeño vestido de San Miguel que le canta unos versos.

#### Actos

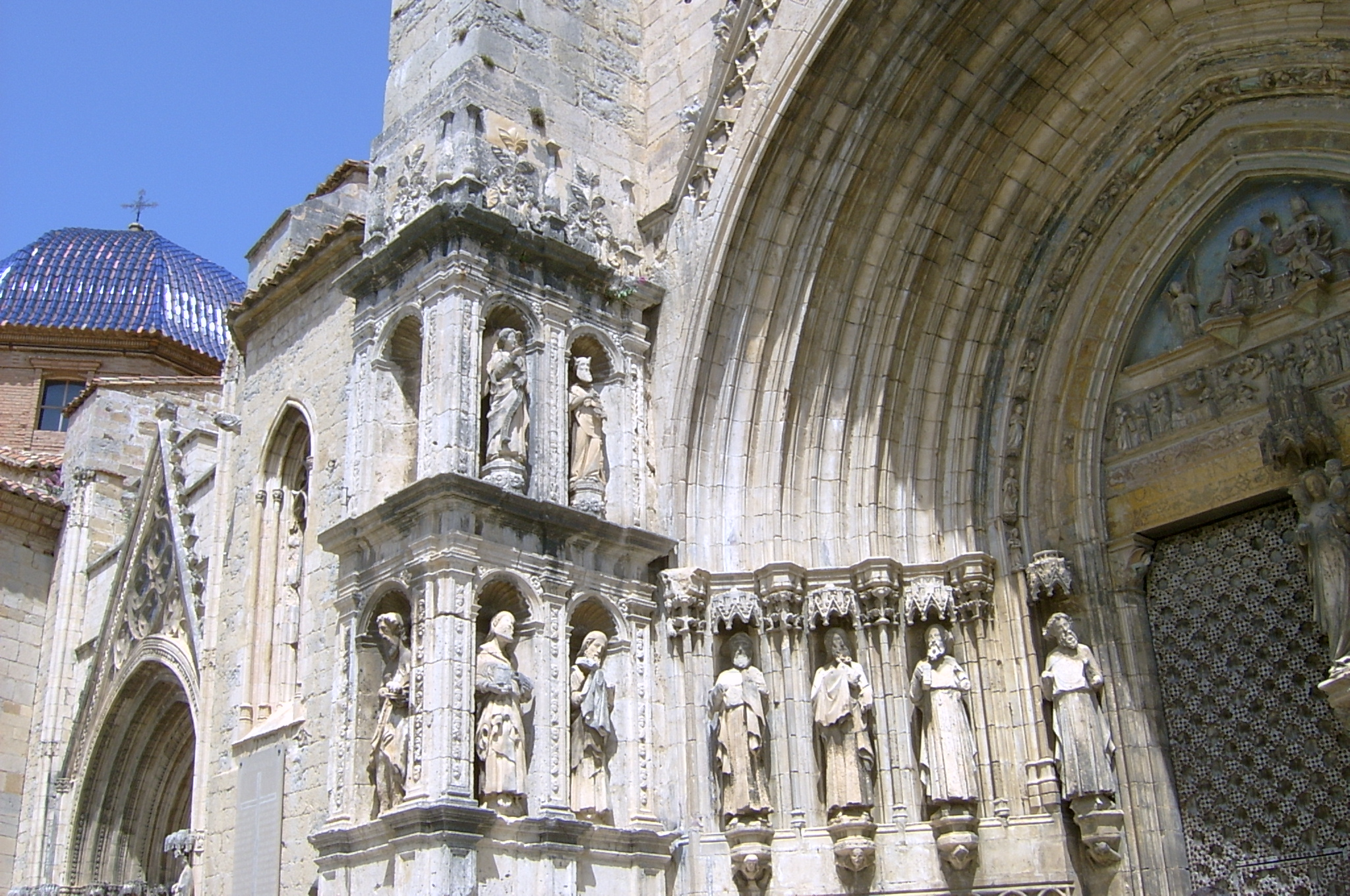
Iglesia Arciprestal de Morella, lugar donde se celebran los actos religiosos.

Durante las celebraciones, se celebra misa solemne, retablo, procesiones y otras actividades festivas.

### Decoración de las Calles
Uno de los elementos más llamativos de la fiesta, son los adornos de las calles.
Los puntos más significativos de la fiesta, se cubren con hierbas aromáticas y se hacen enramadas con guirnaldas balcones y puertas. Estas guirnaldas, están hechas con flores de papel que elaboran las mujeres de cada barrio.

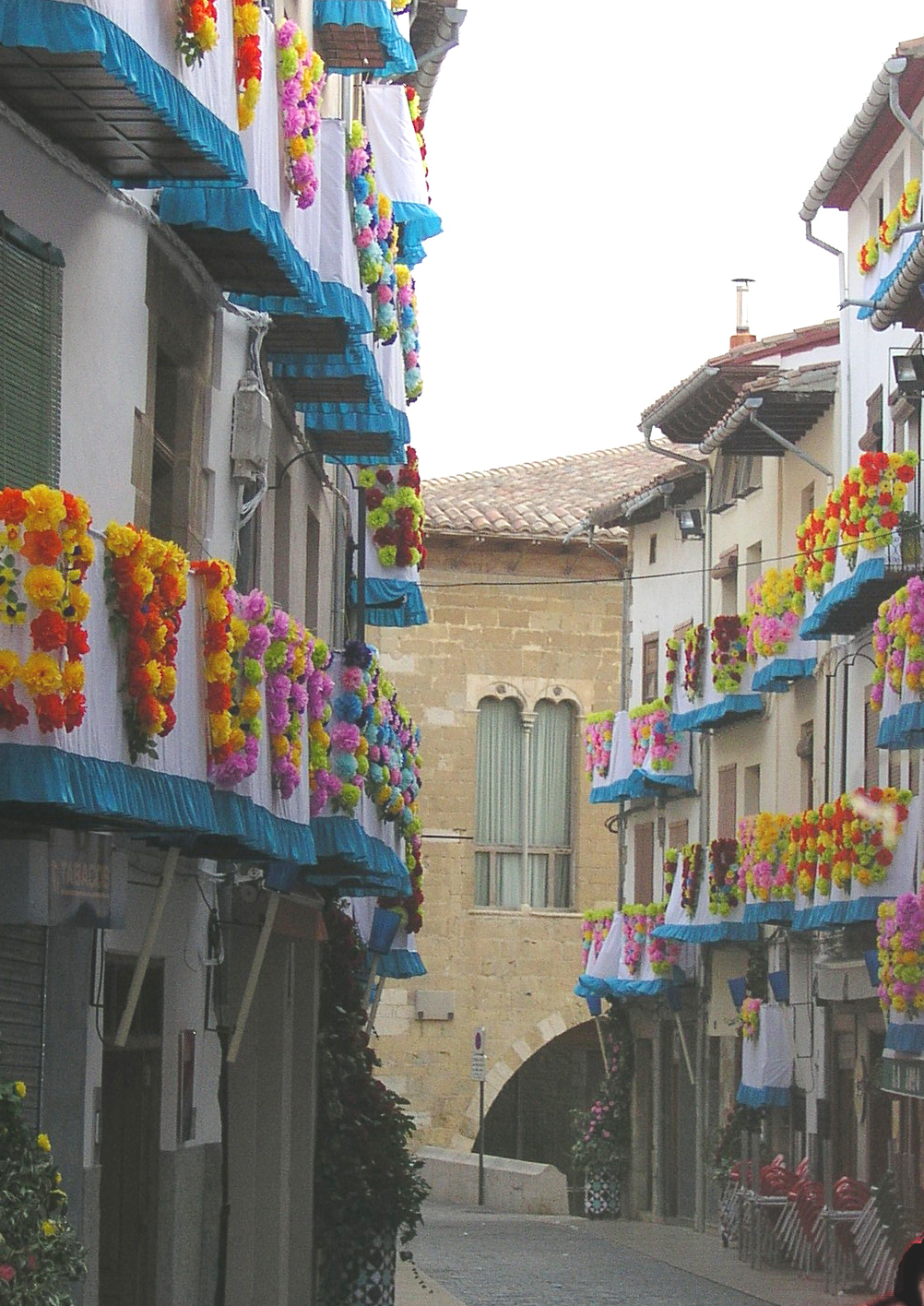
Calle adornada. Sexenio 2012

#### Elementos Característicos
Cabe destacar:
- El Retablo, Retaule o Vuelta a la Ciudad.
- Los Conventillos (Conventets): pequeños escenarios que representan la sala de un convento.
- Los Volantines (Volantins): en la Calle de la Fuente, son figuras unidas entre sí con una madera, que al paso de las procesiones dan vueltas.
- La Mesa hacia abajo (Taula cap per avall): de significado desconocido, consiste en una mesa dispuesta para un banquete, que curiosamente, se encuentra al revés.

##### Danzas y Cuadros Figurativos

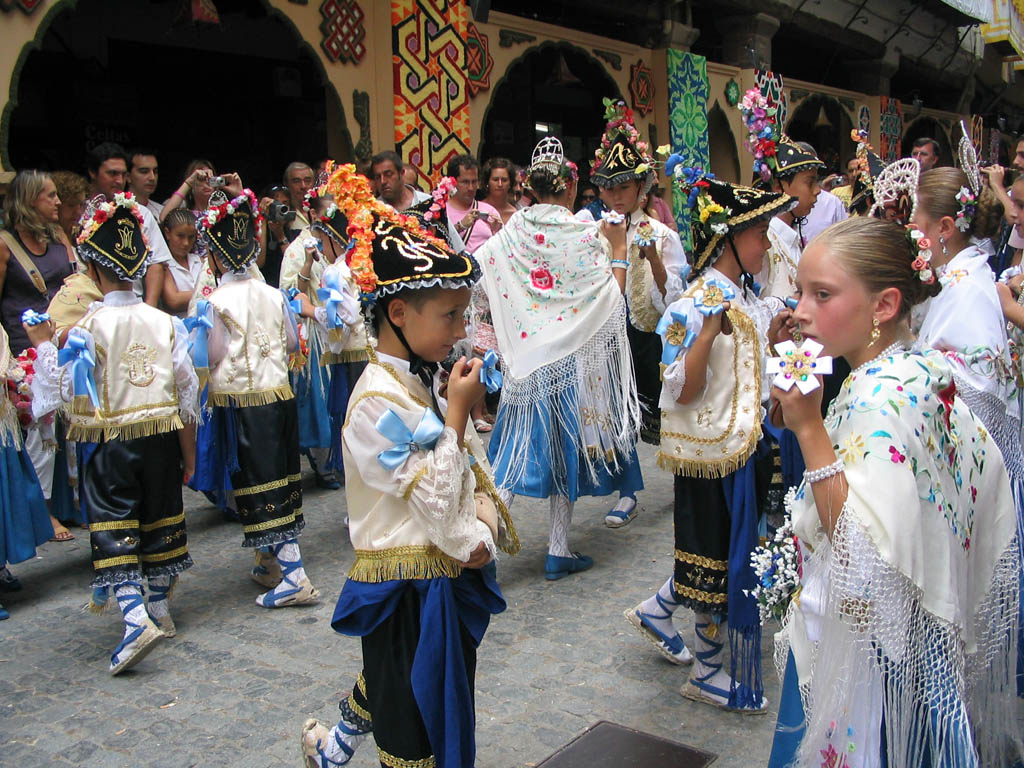
Dansa del gremi dels llauradors. Sexenni 2006.

Participan el día del Recibimiento a la Virgen y están relacionados con la historia del pueblo.
- Entre los cuadros destacan los del: Gremio del Comercio, Carro Triomfant i Miraverges
- Entre las danzas destacan: Las Danzas de los Torneros (les Dances dels Torners), de los labradores (dels Llauradors), de los tejedores (dels Teixidors) y la de los Oficios (dels Oficis) y de las gitanas (de les Gitanetes).